# Commodore 116
Il Commodore 116 (abbreviazioni diffuse: C116, C-116, C=116) è un home computer della Commodore Business Machines Inc. commercializzato dal 1984 al 1986. 
Fa parte della serie Commodore 264 che comprende anche il Commodore 16 e il Commodore Plus/4. Rappresentava una variante più economica del Commodore 16, con tastiera di più bassa qualità.

## Storia
Venne presentato nel giugno del 1984 in occasione del CES e le vendite sono iniziate alla fine dello stesso anno in coincidenza delle feste natalizie. A differenza di altri modelli, è stato prodotto esclusivamente dalla Commodore tedesca (Commodore Büromaschinen GmbH) e commercializzato solo in Germania e Ungheria. In origine era prevista anche una versione NTSC per il mercato USA, ma alcune limitazioni hardware ed il prezzo poco inferiore al Commodore 16 ed una tastiera in gomma decretarono il completo fallimento commerciale, e la produzione terminò nel 1986.

## Dati tecnici
Come gli altri modelli della serie Commodore 264, si basa sul chip TED, che si occupa della gestione della grafica e del suono, e sul processore MOS 7501 (o la sua variante MOS 8501 che differiva solo per il processo produttivo) operante alla frequenza di 1,69 MHz nella versione PAL (1,76 MHz in quella NTSC).
Il processore consentiva il bank switching, tecnica che permetteva di sfruttare al meglio la memoria rendendo disponibili quasi 12 kB per i programmi BASIC a fronte dei 16 KB totali di memoria RAM. Accedendo alla grafica ad alta risoluzione però, la memoria disponibile si riduceva a 2 KB limitandone notevolmente le capacità. Il BASIC 3.5 era contenuto in una ROM da 16 KB, e una delle stesse dimensioni era destinata al KERNAL, tuttavia soffriva di alcune delle limitazioni del Commodore 16 come ad esempio il supporto hardware per gli sprites.

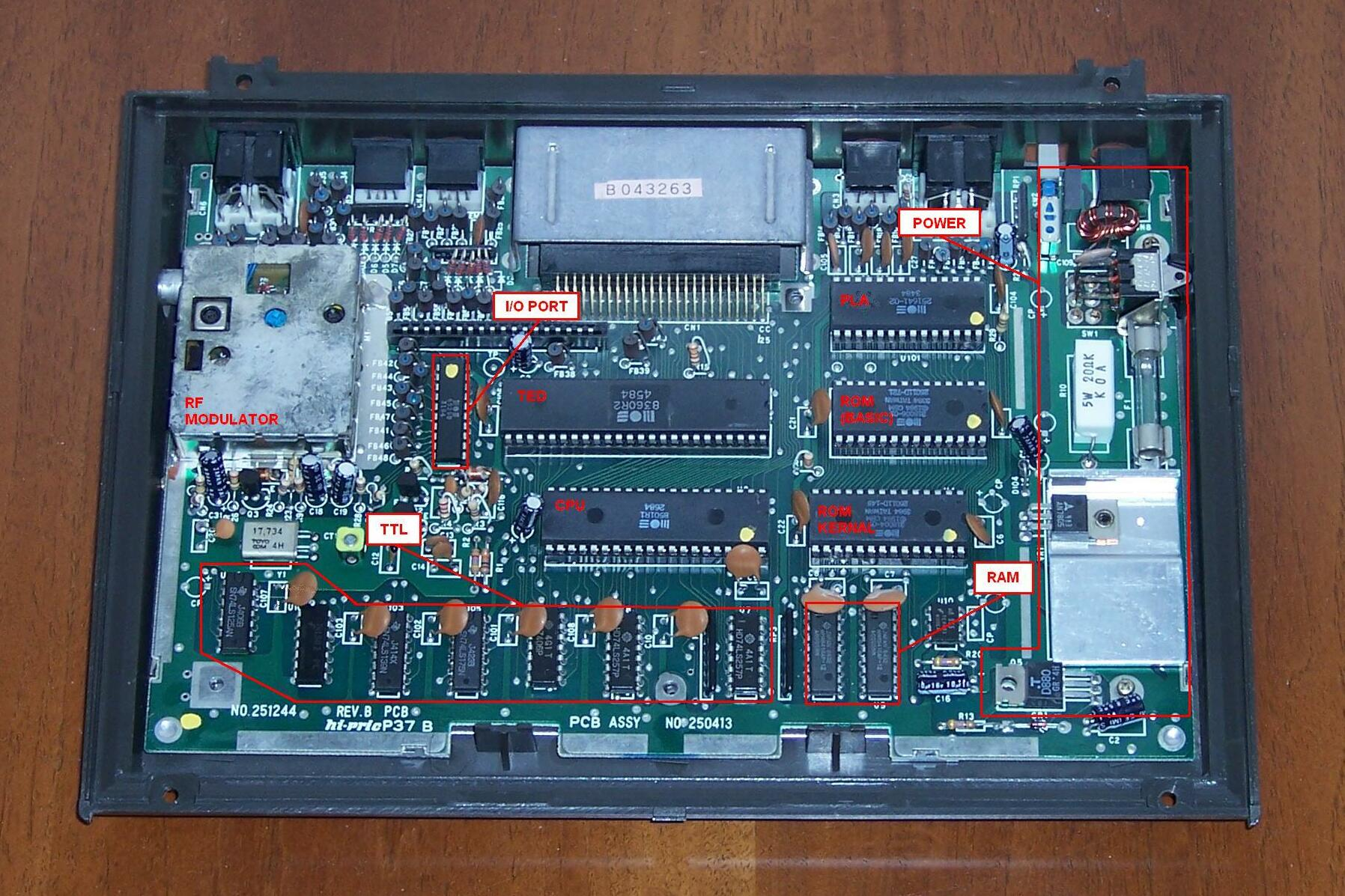
Scheda interna C116 rev.B

L'unica versione di scheda madre utilizzata è la ASSY n. 250413 nelle revisioni A e B. I primissimi modelli di C-116 (rev. A) erano dotati di un solo tasto Shift e sprovvisti del tasto Shift-Lock. La successiva serie B, che utilizza un numero seriale 3758, presenta una tastiera con doppio shift.